# La Malédiction des Simpson
La Malédiction des Simpson (Lisa the Simpson) est le 17e épisode de la saison 9 de la série télévisée d'animation Les Simpson.

## Synopsis
Sur la boîte de nourriture végétarienne de Lisa se trouve une énigme. Tous les enfants, même Nelson et Ralph, réussissent rapidement à trouver la solution de l'énigme à l'exception de Lisa. Cette énigme la hante à un point tel qu'elle en oublie de faire ses travaux pratiques et récolte un F.
Au mini-marché, Jasper, le meilleur ami d'Abraham Simpson, sort toutes les glaces du congélateur et se congèle à leur place dans l'espoir d'être décongelé dans un meilleur avenir. Lisa, qui ne comprend pas ce qui lui arrive, demande de l'aide à Abraham. Il lui explique, preuves à l'appui, que tous les membres de la famille Simpson finissent par devenir idiots et qu'elle-même ne pourra sans doute pas échapper à cette fatalité. Elle va consulter le docteur Hibbert parce qu'elle est inquiète au sujet de ses gènes. Apu, quant à lui, profite de Jasper pour se faire un peu plus d'argent en faisant payer les visiteurs qui veulent le voir...
Homer tentera de prouver à Lisa qu'elle ne deviendra pas une ratée en présentant des hommes de la famille (qui en sont) et des femmes (qui n'en sont pas). Lisa sait donc qu'elle ne sera jamais une ratée mais Bart connaît désormais sa destinée.